# Campeonato Mundial de Atletismo de 2005 - Revezamento 4x400 m feminino
A competição dos 4x400 metros feminino no Campeonato Mundial de Atletismo de 2005 foi realizada no Estádio Olímpico, em Helsinque, na Finlândia, nos dias 13 e 14 de agosto de 2005.

## Recordes
Antes desta competição, os recordes mundiais e do campeonato nesta prova eram os seguintes:
| Tipo                  | Atleta          | Tempo   | Local     | Data                 |
| --------------------- | --------------- | ------- | --------- | -------------------- |
|                       | União Soviética | 3:15.17 | Seul      | 1 de outubro de 1988 |
| Recorde do campeonato | Estados Unidos  | 3:16.71 | Stuttgart | 22 de agosto de 1993 |

## Medalhistas
| Ouro                                                                                    | Prata                                                                            | Bronze                                                                            |
| Rússia · Yuliya Pechonkina · Olesya Krasnomovets · Natalya Antyukh · Svetlana Pospelova | Jamaica · Shericka Williams · Novlene Williams · Ronetta Smith · Lorraine Fenton | Grã-Bretanha · Lee McConnell · Donna Fraser · Nicola Sanders · Christine Ohuruogu |

## Calendário
Todos os horários estão no horário local (UTC+2)
| Data         | Horário | Fase          |
| ------------ | ------- | ------------- |
| 13 de agosto | 21:05   | Eliminatórias |
| 14 de agosto | 20:55   | Final         |

## Resultados

### Eliminatórias
Qualificação: Os 3 primeiros de cada bateria (Q) e os 2 melhores tempos (q) avançam para as finais.
Bateria 1
| Pos. | Nacionalidade | Atletas                                                             | Tempo   | Notas                |
| ---- | ------------- | ------------------------------------------------------------------- | ------- | -------------------- |
| 1    | Rússia        | Olesya Krasnomovets Natalya Antyukh Tatyana Firova Olesya Zykina    | 3:20.32 | Q,                   |
| 2    | Polónia       | Anna Guzowska Monika Bejnar Grażyna Prokopek Zuzanna Radecka        | 3:26.04 | Q                    |
| 3    | Bielorrússia  | Natalya Sologub Yulyana Zhalniaruk Anna Kozak Ilona Usovich         | 3:27.65 | Q                    |
| 4    | Alemanha      | Claudia Marx Claudia Hoffman Corinna Fink Ulrike Urbansky           | 3:27.96 | q                    |
| 5    | Senegal       | Aïda Diop Fatou Binetou Fall Aminata Diouf Amy Mbacké Thiam         | 3:29.03 | Recorde da temporada |
| 6    | Roménia       | Angela Moroșanu Mihaela Stancescu-Neacsu Alina Rîpanu Maria Rus     | 3:30.97 |                      |
| 7    | Bulgária      | Monika Gachevska Mariyana Dimitrova Nedyalka Nedkova Monika Ivanova | 3:38.96 |                      |

Bateria 2
| Pos. | Nacionalidade  | Atletas                                                                   | Tempo   | Notas |
| ---- | -------------- | ------------------------------------------------------------------------- | ------- | ----- |
| 1    | Grã-Bretanha   | Lee McConnell Donna Fraser Nicola Sanders Christine Ohuruogu              | 3:26.19 | Q     |
| 2    | Brasil         | Maria Laura Almirão Geisa Aparecida Coutinho Josiane Tito Lucimar Teodoro | 3:26.82 | Q,    |
| 3    | Ucrânia        | Antonina Yefremova Oksana Ilyushkina Liliya Pilyuhina Natalya Pygyda      | 3:27.23 | Q     |
| 4    | Jamaica        | Shericka Williams Novlene Williams Ronetta Smith Lorraine Fenton          | 3:27.87 | q     |
| 5    | México         | Ruth Grajeda Gabriela Medina Mayra González Magali Yañez                  | 3:31.41 |       |
| 6    | África do Sul  | Amanda Kotze Dominique Koster Surita Febbraio Estie Wittstock             | 3:31.71 |       |
|      | Estados Unidos | Suziann Reid Monique Hennagan Moushaumi Robinson Monique Henderson        |         | DSQ   |

### Final
A final ocorreu dia 14 de agosto às 20:55.
| Pos.              | Nacionalidade | Atletas                                                                   | Tempo   | Notas                |
| ----------------- | ------------- | ------------------------------------------------------------------------- | ------- | -------------------- |
| Medalha de ouro   | Rússia        | Yuliya Pechonkina Olesya Krasnomovets Natalya Antyukh Svetlana Pospelova  | 3:20.95 |                      |
| Medalha de prata  | Jamaica       | Shericka Williams Novlene Williams Ronetta Smith Lorraine Fenton          | 3:23.29 | Recorde da temporada |
| Medalha de bronze | Grã-Bretanha  | Lee McConnell Donna Fraser Nicola Sanders Christine Ohuruogu              | 3:24.44 | Recorde da temporada |
| 4                 | Polónia       | Anna Guzowska Monika Bejnar Grażyna Prokopek Anna Jesień                  | 3:24.49 | Recorde nacional     |
| 5                 | Ucrânia       | Antonina Yefremova Oksana Ilyushkina Liliya Pilyuhina Natalya Pygyda      | 3:28.00 |                      |
| 6                 | Alemanha      | Claudia Marx Claudia Hoffman Corinna Fink Ulrike Urbansky                 | 3:28.39 |                      |
|                   | Brasil        | Maria Laura Almirão Geisa Aparecida Coutinho Josiane Tito Lucimar Teodoro |         | DSQ                  |
|                   | Bielorrússia  | Alena Nevmerzhitskaya Natalya Sologub Anna Kozak Ilona Usovich            |         | DSQ                  |

Legenda
| Recorde mundial       | Recorde mundial (World record)               |                       | Recorde africano                      | Recorde africano (African) |                                           | Q | Classificado por posição (Qualified) |
| Recorde do campeonato | Recorde do campeonato (Championship record)  | Recorde da América    | Recorde da América (Americas)         | q                          | Classificado por melhor tempo (Qualified) |   |                                      |
| Melhor marca do ano   | Melhor marca do ano (World leading)          | Recorde asiático      | Recorde asiático (Asian)              | DNS                        | Não largou (Did not start)                |   |                                      |
| Recorde nacional      | Recorde nacional (National record)           | Recorde europeu       | Recorde europeu (European)            | DNF                        | Não terminou (Did not finish)             |   |                                      |
| Recorde pessoal       | Recorde pessoal do atleta (Personal best)    | Recorde da Oceania    | Recorde da Oceania (Oceania)          | DSQ / DQ                   | Desclassificado (Disqualified)            |   |                                      |
| Recorde da temporada  | Recorde da temporada do atleta (Season best) | Recorde sul-americano | Recorde sul-americano (South America) | NM                         | Sem marca (No mark)                       |   |                                      |